# Cadija

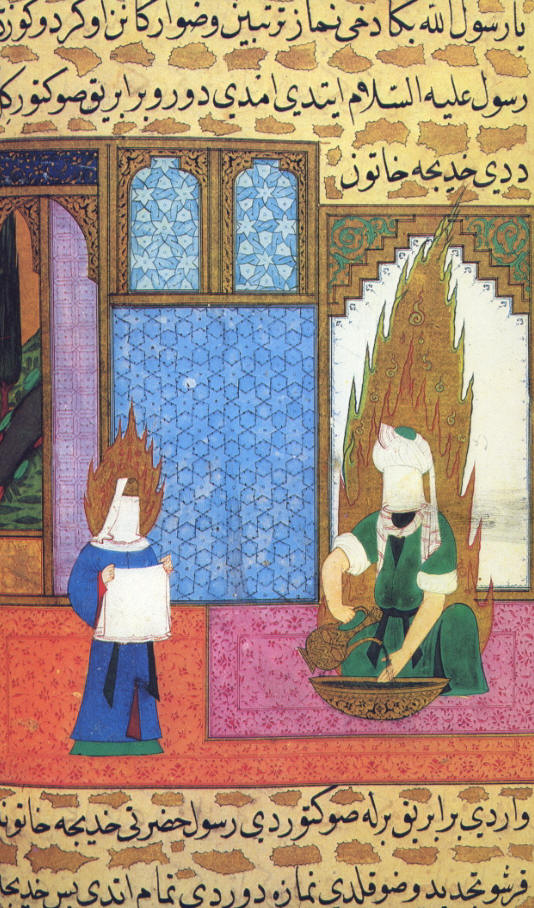
Iluminura do Siyer-i Nebi de Cadija e Maomé realizando o primeiro abdesto

Cadija binte Cuailide (em árabe: خديجة بنت خويلد; romaniz.: Khadijah bint Khuwaylid), Cadija Alcobra ou Cadija, a Grande (Khadījah al-Kubra), mais conhecida apenas como Cadija, foi primeira esposa do profeta muçulmano Maomé e primeira pessoa a se converter à religião pregada pelo marido. Ela é comumente reconhecida pelos muçulmanos como "Mãe dos Crentes" (Umalmuminim). Foi uma das figuras femininas mais relevantes do islã ao lado da filha Fátima e permaneceu monogamicamente casada com Maomé por mais de 25 anos. Era a mais próxima dele e vários hádices narram que era a mais confiável e favorita entre todos seus casamentos.

## Vida

### Origens
Cadija era filha de Cuailide do clã Assade dos coraixitas e Meca e Fátima, membro do clã Banu Hachem da mesma tribo. Ela nasceu em Meca, provavelmente em 555. Antes de casar-se com Maomé, casou-se duas vezes com Abu Hala Malaque ibne Nabaxe ibne Zarrara ibne Tamimi, um cliente do clã mecano de Abdal Dar de quem provavelmente se divorciou — uma prática comum em Meca — e Utaique/Atique ibne Aide ibne Abedalá do clã Maczum, que diz-se que faleceu e deixou-a viúva. A ordem dos casamentos é debatida, mas talvez casou-se primeiro com Abu Hala e então Utaique e isso talvez se confirma pelo fato de Alçaíde ibne Abi Alçaíde, sobrinho do último, tornar-se parceiro de negócios de Maomé. Com Abu Hala, Cadija teve duas filhas de nome Hala e Hinde, enquanto que com Utaique teve outra filha chamada Hinda.
Diz-se que alimentava e vestia os pobres, assistia seus parentes financeiramente e dava dotes de casamento aos casais pobres, bem como que possuía um ídolo de Uza em sua casa. Antes de casar-se com Maomé, também tinha propriedade e pôde envolver-se no comércio. W. Montgomery Watt sugeriu que essa independência provavelmente tem raízes na persistência de antigas práticas baseadas na realeza matrilinear; como exemplo ele cita o fato de a irmão de Cadija, Rucaica, ter uma filha chamada Umaima binte Rucaica. Tornou-se uma mercadora bem sucedida e diz-se que quando caravanas coraixitas reuniam-se para viajar em sua jornada de verão à Síria ou sua jornada de inverno ao Iêmem, sua caravana se igualava as caravanas dos outros mercantes coraixitas juntas.  Era conhecida pelos títulos de Amaarate Coraixe ("Princesa de Coraixe"), Taira ("a Pura") e Cadija Alcobra ("Cadija, a Grande").
Ela não viajava em suas caravanas e contratava outros para negociar em seu nome por uma comissão. Em 605 ou antes, precisava de um agente à transação na Síria. Abu Talibe recomendou seu sobrinho Maomé. Sua experiência no lido de caravanas no negócio de Abu Talibe rendeu-lhe os títulos Alçadique ("o Verdadeiro") e Alamim ("o Confiável" ou "Honesto"). Ela envio um dos seus pedindo que fosse a Bostra, na Síria, com suas mercadorias e ofereceu-lhe o dobro do maior valor que já pagou a um coraixita e os serviços de companheiro seu chamado Maiçara. Ele aceitou e foi acompanhado por Maiçara. Ao retornarem, Maiçara fez um bom relato da condução do negócio por Maomé, que resultou no dobro do lucro esperado. Também informou-a que no retorno, Maomé parou para descansar sob uma árvore e um monge que passava, de nome Nestor, informou-o que "ninguém além de um profeta já alguma vez sentou embaixo dessa árvore."
Cadija então consultou seu primo Uaraca ibne Naufal que lhe disse que caso Maiçara estivesse dizendo a verdade, então Maomé era o esperado profeta dos povos. Diz-se que ela teve sonho no qual o Sol descia do céu ao seu quintal, iluminando sua casa, e ao relatá-lo a Uaraca ele disse-lhe para não se alarmar, pois o Sol indicava que o profeta iria agraciar sua casa. A tradição afirma que, nessas circunstâncias, ela propôs o casamento a Maomé, que aceitou. Watt, porém, descarta toda essa hipótese, bem como aquela que Cadija embriagou seu pai para que este consentisse a união.

### Vida com Maomé

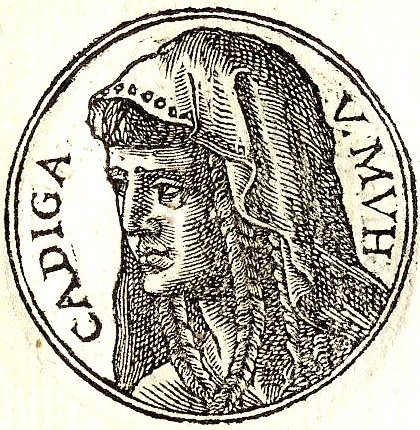
Medalha de Cadija do Promptuarii Iconum Insigniorum

Ela confiou a um amigo chamado Nafisa a missão de se aproximar de Maomé e perguntá-lo se queria se casar. De início, Maomé hesitou pois não tinha dinheiro para sustentá-la. Nafisa perguntou-lhe se considerava se casar com uma mulher capaz de sustentar-se. Maomé concordou encontrar-se com Cadija, e após esse encontro consultaram seus respectivos tios. O contrato de casamento foi feito pelo tio de Cadija, Anre ibne Assade, enquanto Hâmeza agiu em nome de seu sobrinho. Diz-se que à época Maomé tinha 25 (ou 23/22) anos e Cadija tinha 40 (ou 48). O casal aparentemente viveu por algum tempo num baite (bayt) no dar do sobrinho de Cadija, Haquim ibne Hizam, em Meca. Em 616, os coraixitas declararam um boicote comercial contra aos haxemitas. Eles atacaram, prenderam e baterem nos muçulmanos, que às vezes ficaram dias sem comida e bebida. Durante o boicote, seu sobrinho Haquim levou-lhe comida. Foi por ele que Cadija recebeu Zaíde ibne Harita, que era um escravo da Síria ou que foi comprado em Ucaz.
Foram casados monogamicamente por 25 anos. O casamento contrasta com a prática subsequente de Maomé após a morte de Cadija. A esposa mais jovem de Maomé, Aixa, tinha ciúmes da afeição e lealdade que Maomé mantinha de Cadija mesmo após sua morte. Esse casamento foi um ponto de virada na carreira de Maomé, sobretudo porque alegadamente ela apoiou e encorajou-o, aumentando sua confiança em si e em sua missão. Segundo a narrativa tradicional sunita, quando Maomé relatou sua primeira relação do arcanjo Gabriel (Jibril), ela foi a primeira pessoa a converter-se ao islamismo. O casamento provavelmente foi recedido num verso (XCIII.8), "Ele não viu-o necessitado e enriqueceu-o?", pois a riqueza dela permitiu-lhe participar mais extensivamente em operações comerciais, e embora não haja menção de mais missões à Síria, provavelmente continuou a atuar em parceria com Alçaíbe.
Após sua experiência na caverna de Hira, Maomé retornou para Cadija em pânico, pedindo-lhe que o cobrisse com um cobertor. Após acalmá-lo, ele descreveu-lhe o encontro, que confortou-o com as palavras: "Alá certamente protege-o de qualquer perigo, e nunca permitiria ninguém insultá-lo como se fosse um homem de paz e reconciliação e sempre estendeu a mão da amizade para todos." Pouco depois, ela relatou o ocorrido para seu primo cristão Uaraca ibne Naufal e ele declarou que essa experiência era similar aquela de Moisés quando recebeu a lei, ajudando a confirmar a crença de Maomé na genuinidade da experiência. Diz-se que Cadija morreu três dias após Abu Talibe em 619.

## Família
Da união com Maomé resultaram seis filhos, dois homens e quatro mulheres. Os dois filhos, Alcacim e Abedalá, faleceram ainda em tenra idade, e há os que acreditam tratar-se de apenas uma pessoa. As suas quatro filhas foram Zainabe, Rocaia, Um Cultum e Fátima.